# Oecetis empusa
Oecetis empusa är en nattsländeart som beskrevs av Malicky och Chaibu in Malicky 2000. Oecetis empusa ingår i släktet Oecetis och familjen långhornssländor. Inga underarter finns listade i Catalogue of Life.